# Dania Prince
Dania Patricia Prince Méndez (Choluteca, 10 de febrero de 1980) es una modelo y reina de belleza hondureña, ganadora del concurso Miss Tierra 2003.

## Biografía
Nació en Choluteca, el 10 de febrero de 1980. Es la tercera hija del matrimonio compuesto por el comerciante Andrés Prince e Isidra Méndez.

### Antes del Miss Tierra
Entra en la agencia de Vicente Sánchez en Tegucigalpa. En 1998 gana el certamen de Miss Honduras, que le da acceso a al certamen Miss Universo, en Honolulu (EE. UU.). No logra clasificarse. Ese mismo año gana el Pacific International Queen.
En el 2000 gana el certamen Miss América Latina. Obtiene trabajos en Miami, Nueva York y Milán.

### Miss Tierra
En 2003 es enviada a la tercera edición del certamen Miss Tierra, con sede en Quezon City (Filipinas). Al final del certamen, Dania se alzó con la corona, convirtiéndose en Miss Tierra 2003. Es la primera hondureña en lograr una corona de talla mundial, la del cuarto certamen de belleza más importante del mundo, solo por detrás de Miss Universo, Miss Mundo y Miss Internacional.
Meses más tarde la prensa le preguntó cómo iba a diferenciar Miss Universo de certamen de Miss Tierra, a lo que contestó: "En Miss Universo se le da mucho énfasis a la belleza y cuerpo, por tanto es más comercializado. El Miss Tierra, por el contrario está orientado a las causas. Así que, supongo, los jueces lo más probable es que busquen otro tipo de factores en las candidatas como, por ejemplo, la sinceridad y otras cualidades que tal vez ellos vieron en mi, y no el" factor X "que buscan los demás certámenes".
Tras ganar Miss Tierra en 2003, ha sido una modelo de pasarela muy solicitada en Centroamérica.

### Vida Actual
Actualmente reside en Miami, retirada de los certámenes, aunque continúa asesorando a sus compatriotas hondureñas en esta materia. Está casada con el fotógrafo Frankie Fuentes con quien tiene dos hijas: Valentina y Valeria Denisse. Participa activamente de la religión evangélica en la Casa de Restauración.